# José Cobo Cano
José Cobo Cano (ur. 20 września 1965 w Sabiote) – hiszpański duchowny rzymskokatolicki, biskup pomocniczy Madrytu w latach 2018–2023, arcybiskup metropolita madrycki od 2023, kardynał prezbiter od 2023, ordynariusz wiernych obrządku wschodniego w Hiszpanii od 2024, zastępca przewodniczącego Konferencji Episkopatu Hiszpanii od 2024.

## Życiorys

### Prezbiterat
Święcenia kapłańskie otrzymał 23 kwietnia 1994 i uzyskał inkardynację do archidiecezji madryckiej. Pracował w stołecznych parafiach św. Leopolda (1995–2000) oraz św. Alfonsa Liguoriego (2000–2015). W 2015 mianowany wikariuszem biskupim dla Wikariatu II.

### Episkopat
29 grudnia 2017 papież Franciszek mianował go biskupem pomocniczym archidiecezji madryckiej, ze stolicą tytularną Beatia. Sakry udzielił mu 17 lutego 2018 kardynał Carlos Osoro.
12 czerwca 2023 papież Franciszek mianował go arcybiskupem metropolitą madryckim. Ingres do Katedry Matki Bożej Almudena odbył 8 lipca 2023.
9 lipca 2023 podczas modlitwy Anioł Pański papież Franciszek ogłosił jego nominację kardynalską. Na konsystorzu 30 września 2023 został kreowany kardynałem prezbiterem i uzyskał kościół tytularny Matki Bożej z Montserrat.
9 września 2023 papież Franciszek mianował go członkiem Dykasterii ds. Biskupów.
1 marca 2024 papież Franciszek ustanowił go ordynariuszem dla obrządku wschodniego w Hiszpanii. 6 marca 2024 wybrany wiceprzewodniczącym Konferencji Episkopatu Hiszpanii. Brał udział w konklawe 2025, które wybrało papieża Leona XIV. 